# Torture aux États-Unis

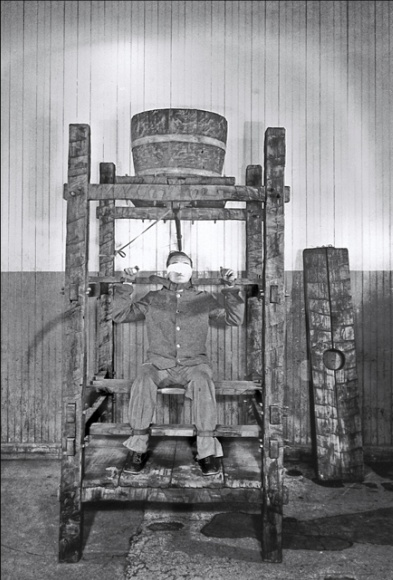
Torture par l'eau à la prison de Sing Sing en 1860

La torture aux États-Unis, qu'elle soit officiellement documentée ou seulement alléguée, désigne des sévices physiques ou psychologiques pratiqués par des agents de l'administration américaine, en particulier par l'Intelligence Community aux États-Unis ou en dehors de leur territoire

## Histoire
Aux États-Unis, les châtiments corporels étaient courants dans le contexte de l'esclavage.
Depuis au moins les années 1910, la privation de sommeil, l'épuisement physique et d'autres techniques de ce genre sont couramment utilisées par la police américaine.

### Études des années 1950
À la fin des années 1940, des accusés avouent des crimes fictifs au cours de procès spectacles dans le bloc de l'Est puis dans les années 1950 des pilotes américains faits prisonniers durant la guerre de Corée, critiquent les États-Unis sur les ondes de Radio Pékin. Une fois rapatrié, le lieutenant Floyd O'Neal décrit notamment les méthodes des interrogateurs russes : 
« "Je classerai ces méthodes en deux catégories. La torture physique en quelque sorte, et la torture mentale. Essentiellement je restais au garde-à-vous et je recevais une gifle de temps à autre quand je ne donnais pas les réponses voulues. On m'enfermait dans un espace restreint. Les traitements psychologiques qu'ils m'ont infligé étaient pour ainsi dire conçu afin d'affaiblir ma résistance à leurs interrogatoires, d'anéantir ma volonté, pour me contraindre finalement à avouer." »
Les Américains pensent que les Soviétiques ont pu trouver le moyen de briser l'esprit humain. Le procès et les aveux contraints du cardinal Mindszenty les impressionne particulièrement.
En fait les techniques des communistes sont déjà inspirées des techniques de la police américaine utilisées durant les années 1920. Quoi qu'il en soit, c'est ce qui va mener à la doctrine de la CIA sur l'usage de la torture.
En 1950, le directeur de la CIA Allen Dulles recrute plusieurs universitaires pour étudier les méthodes de torture.
Le docteur Lawrence Hinkle et le neurologue Harold Wolff de l'université Cornell (NY) pour étudier les dossiers des rescapés des camps soviétiques,. Ils écrivent un article commun pour faire part de la découverte de la "douleur auto-infligée": plutôt que de frapper, il suffit d'imposer la station debout suffisamment longtemps pour provoquer une douleur insoutenable.
La deuxième méthode est étudiée par Donald Hebb et Richard Helms à l'Université McGill au Canada. Il s'agit d'étudier les effets de la privation sensorielle. Même maintenu dans un certain confort, une privation maintenue pendant 24h à 48h provoque un ennui intolérable provoquant un sentiment de cruauté. Hebb est le père de la torture psychologique moderne.
La troisième méthode est étudiée par Ewen Cameron à l'institut psychiatrique de l'Allan Memorial Institute à l'université McGill, sur des patients en consultation : privation sensorielle extrême, isolement total pouvant durer jusqu'à un mois, enregistrement diffusant en boucle jusqu'à 500 000 fois des phrases du type "ma mère me hait" ("my mother hates me"), méthode de "déprogrammation" par électrochocs.

### Manuels Kubark
Les principes de tortures psychologiques développés par la CIA grâce aux travaux des années 1950 ont été codifiés dans le manuel d'interrogatoire Kubark Counterintelligence Interrogation,  en juillet 1963. Il établit deux procédés de base dont découlent tout le reste : privation sensorielle et douleur auto-infligée. Ce manuel sera complété et rebaptisé en 1983 Manuel d'exploitation des ressources humaines (Human Ressource Exploitation Training Manual), et indiquant les différentes méthodes modernes de torture issues des différentes recherches organisées et financées par cet organisme, tel le projet MKULTRA. Ces documents ont été déclassifiés en 1997.
Les expériences de Milgram et de Stanford permettent de tester les principes qui seront employés dans les années 2000.

### À partir de 2001
Après les attentats du 11 septembre 2001, le professeur de droit Alan Derschowitz met en avant l'expérience de pensée de la bombe à retardement : une bombe se trouve quelque part, il faut la trouver rapidement mais le poseur ne veut pas parler. La torture d'un individu pour le faire parler pourrait alors sauver des milliers de vies.
Après le début des guerres d'Afghanistan et d'Irak, l'administration Bush incarcère des supposés terroristes dans le camp de détention américain de Guantanamo. Donald Rumsfeld confie la direction au commandant Joffrey Miller en lui donnant pour mission d'obtenir des informations. Miller forme aussi des interrogateurs de la prison d'Abou Graïb en Irak avec les méthodes employées à Guantanamo.
Des psychologues participent aux interrogatoires. Ils établissent que les détenus, majoritairement des hommes arabes musulmans, sont particulièrement troublés par la nudité, les contacts avec les femmes et les chiens. Une vingtaine de photos de séances de tortures pratiquées à Abou Graïb sont diffusées dans la presse (il y en aurait 1600) : positions douloureuses, privation de sommeil, hypothermie, chiens, mise en détresse, viols et sodomie sont utilisés.

## Aspects juridiques

### Transcription de la Convention contre la torture en droit fédéral américain
En 1988, le président des États-Unis Ronald Reagan est poussé par l'opinion publique à soumettre au Congrès des États-Unis la ratification de la Convention contre la torture (votée à l'ONU en 1984), tout en limitant la définition de la torture (sous la forme de dix-neuf réserves, comme il en avait le droit), ce qui a retardé cette ratification. Elle ne se fit que six ans plus tard, sous la présidence de Bill Clinton, alors que la Maison-Blanche et le Congrès des États-Unis étaient « ignorants des pratiques secrètes de la CIA » selon l'historien Alfred W. McCoy. La définition de la torture ainsi admise excluait la privation sensorielle, la douleur auto-infligée et la désorientation (isolement et privation de sommeil) : toutes étant des méthodes considérées par la CIA comme plus efficaces que la torture physique provoquant des douleurs sévères.
En septembre 1992, l'Army Intelligence Center, dépendant du United States Army Training and Doctrine Command, prohiba explicitement la torture au sens large (incluant les pratiques de la CIA) de ses méthodes d'interrogatoire, considérant qu'elle était inutile et qu'elle jetait le « discrédit sur les États-Unis ».

### «Couloirs de la mort»
Selon un arrêt de la Cour européenne des droits de l'homme (CEDH) de 1989 (arrêt Soering contre Royaume-Uni, 7 juillet 1989), si le processus judiciaire de la Virginie aboutissant à la peine capitale est acceptable selon les standards démocratiques de justice, l'attente dans le « couloir de la mort » lui-même constitue un traitement inhumain et dégradant. Cet arrêt a été suivi depuis par de nombreux autres, tandis que la CEDH était imitée par d'autres juridictions, étant au principe selon lequel l'extradition peut être refusée en cas d'absence de garanties que la peine de mort ne sera pas appliquée.

### Administration Bush
Dans le cadre de la « guerre contre le terrorisme » proclamée après les attentats du 11 septembre 2001, le président Bush a signé un décret présidentiel, le 13 novembre 2001 intitulé « Detention, Treatment and Trial of Certain Non-Citizens in the War Against Terrorism » qui autorise le recours à des commissions militaires pour juger des personnes suspectées de participation à des actions terroristes ou de soutien à de telles actions. Ce décret exclut donc les tribunaux civils du traitement de pareils cas. Ce fut le premier du genre depuis 1942 : à cette date le président Franklin D. Roosevelt avait évoqué des conditions exceptionnelles dues à la guerre (en Europe), termes repris par le président Bush.
En novembre 2010, l'ancien président américain George W Bush a reconnu qu'il avait personnellement autorisé l'utilisation de la torture par l'eau sur une personne soupçonnée d'avoir une responsabilité dans les attentats du 11 septembre et de connaître d'attentats en cours de préparation. Contre l'avis de l'administration Obama et d'un grand nombre de juristes, l'ancien président refuse de reconnaître qu'il s'agit d'une torture.

### Mémorandums sur la torture
En janvier 2002, trois memorandums (ou circulaires) ont été rédigés par des conseillers du président Bush, dont John Yoo, William Haynes et Alberto Gonzales, pour exploiter les limites des définitions des notions de combattant et de guerre dans la Convention de Genève de 1949 sur les prisonniers de guerre (et ses protocoles additionnels), dans le but de priver les prisonniers soupçonnés de lien avec le terrorisme du droit à la protection par cette convention. Ainsi apparaît la notion de « combattant illégal », dont l'État américain nie qu'il puisse être protégé par la Convention de Genève.
L'autorisation accordée à la pratique de la torture par l'administration Bush n'empêche pas le président de déclarer, le 26 juin 2003, date de la Journée internationale de soutien aux victimes de la torture de l'ONU, que les États-Unis « se consacrent à l'élimination mondiale de la torture et qu'[ils] sont à la tête de ce combat en montrant l'exemple ».
En août 2002, les mémos de la torture, rédigés par John Yoo et Jay S. Bybee (en), au nom du ministère de la Justice, définissent la torture de manière plus restrictive qu'elle ne l'avait été jusque-là : n'est pas une torture une douleur infligée ne dépassant pas « une intensité équivalente à celle dont s’accompagne une blessure physique grave, de l’ordre de la défaillance organique », et si le but de l'action obéit, de bonne foi, à l'objectif de recherche de renseignement, elle ne peut être qualifiée de torture. D'autres memorandum dans le même esprit seront écrits jusqu'en 2005. En avril 2009, certains memorandum ont été déclassifiés à la demande du président Barack Obama,,,

### Rôle du SERE et des psychologues
On soupçonne pourtant ces techniques d'avoir été utilisées avant la rédaction des mémorandums, notamment à l'initiative de la CIA et des psychologues James Mitchell et Bruce Jessen, qui ont adapté des techniques utilisés dans le programme du SERE aux interrogatoires (en particulier celui d'Abou Zoubaydah,).
Selon l'ONG Human Rights First, l’interrogatoire qui provoqua la mort du général irakien Abed Hamed Mowhoush (en) impliquait des techniques de SERE. Selon cette même organisation, « des communiqués de presse du FBI indiquent que les méthodes du programme de SERE sont à la base des méthodes d'interrogatoire les plus dures utilisées sur des détenus sous l’autorité du Pentagone en 2002 et 2003 ».
Dans un témoignage écrit pour les auditions du Comité du Sénat chargé des enquêtes sur ce sujet (le Senate Armed Forces Committee), le colonel Steven Kleinman déclara qu’une équipe de formateurs qu’il dirigeait en Irak avait reçu l’ordre d’utiliser les techniques du SERE sur les prisonniers qui ne coopéraient pas. Il refusa mais sa décision fut rejetée.
L'ex-secrétaire d’État Condoleezza Rice a reconnu que l’utilisation du programme SERE lors d’interrogatoires en Irak avait été discutée avec la Maison Blanche en 2002 et 2003.

### Scandale d'Abou Ghraib, lois du Congrès, décrets et plaintes
Un rapport interne de la CIA publié le 7 mai 2004 sous la direction de l'inspecteur général de l'agence fédérale John L. Helgerson (en) questionna la légalité de certaines méthodes d'interrogation, l'efficacité du programme mis en œuvre par l'administration Bush, et affirma que certains interrogateurs allaient au-delà des techniques autorisées par celles-ci.
À la suite du scandale d'Abou Ghraib, le Congrès passa en 2005 le Detainee Treatment Act, soutenu par le sénateur John McCain (Rép.), qui interdisait les « traitements inhumains, cruels et dégradants ». Toutefois la loi citait le FM 34-52 Intelligence Interrogation (alias US Army Field Manual on Interrogation), sans citer l'édition précise. Or le contenu de celui-ci, qui précise les méthodes d'interrogatoire autorisées, est décidé par le département de la Défense. En d'autres termes, la qualification pénale de ce qui était considéré comme constituant un traitement inhumain ou dégradant demeurait du ressort de l'exécutif.[réf. nécessaire]
En septembre 2006, le Congrès a adopté le « Military Commissions Act » qui limite les droits juridiques de toute personne « engagée dans des hostilités ou qui apporte son soutien volontaire et matériel aux hostilités contre les États-Unis », autorise les témoignages par ouï-dire (hearsay), accepte les aveux forcés (point surnommé The Torture Law), nie l'habeas corpus, et d'autres restrictions qui seront invalidées par un arrêt de la Cour suprême des États-Unis le 12 juin 2008. L'ensemble de cette loi a donné lieu à une vive bataille judiciaire par ses opposants américains qui la déclaraient contraire aux droits de l'homme.
Les commissions militaires de Guantanamo ont néanmoins continué à exister après cette date (voir Procédures judiciaires aux États-Unis liées aux détenus de Guantánamo).
Quatre-vingt-douze vidéos d'interrogatoires effectués par la CIA sur des membres présumés d'Al Qaida, dont Abd al-Rahim al-Nashiri, accusé d'être impliqué dans l'attentat contre l'USS Cole, ont été détruites en 2005, ce qui a suscité, début 2008, une enquête criminelle effectuée par le département de la Justice. En novembre 2010, les poursuites contre les agents de la CIA dans cette affaire, dont l'ex-directeur du Service clandestin de la CIA, Jose Rodriguez Jr., ont été abandonnées.
En mai 2007, l'Union américaine pour les libertés civiles a porté plainte contre Jeppesen, accusant la firme aéronautique d'avoir collaboré avec la CIA, dans le cadre des renditions extraordinaires, pour transporter des personnes vers le Maroc, l'Égypte et une base américaine en Afghanistan, où ils auraient été torturés (voir Mohamed et al. v. Jeppesen Dataplan, Inc. (en)). Mais l'administration Bush tout comme l'administration Obama ont invoqué le secret défense pour se couvrir. La Cour d'appel des États-Unis pour le neuvième circuit les a désavoué le 28 avril 2009.
En juillet 2007, Bush passe le décret présidentiel 13 440 concernant l'interprétation de l'art. 3 de la Convention de Genève, autorisant à nouveau les méthodes d'interrogation dites « renforcées ». En mars 2008, George Bush a mis son veto au vote d'une loi interdisant la torture par l'eau,,.
Ces règlements nouveaux suppriment l’éventualité de poursuites judiciaires, selon la journaliste Naomi Klein. Peu après sa prise de fonction, le nouveau président Barack Obama a exclu la possibilité de poursuites contre des agents gouvernementaux ayant obéi aux directives en vigueur mais n'a pas exclu, dans un premier temps, que « ceux qui ont formulé ces décisions juridiques » le soient. En mai 2009, la Cour suprême américaine a estimé qu'un ancien haut responsable de l'administration Bush et le directeur du FBI n'avaient pas à répondre devant la justice « des dérives dans les arrestations antiterroristes ».

### Administration Obama
Un rapport confidentiel du Comité international de la Croix-Rouge (CICR), rédigé en 2007 mais qui n'a été divulgué dans la presse qu'en mars 2009, décrivait des cas de « torture » et de « traitements inhumains et dégradants ». Le CICR étant gardien des Conventions de Genève, il s'agit du rapport le plus important à ce sujet. Le rapport complet a été publié en avril 2009 par Mark Danner. Neuf des quatorze prisonniers interrogés par le CICR ont affirmé avoir été menacé de « décharges électriques », « inoculation du virus du SIDA », « sodomie » et d'être réduit à un état très « proche de la mort. Trois des prisonniers ont été soumis, selon des agents de la CIA, à de la torture par l'eau [en anglais : waterboarding] » Abou Zoubaydah, pris à tort pour le no 3 d'Al Qaida, l'a été 83 fois). Zubaydah a aussi été soumis à des injections d'halopéridol, un médicament anti-psychotique .
L'administration Obama devrait mettre sur place une commission d'enquête du Sénat sur les interrogatoires et les détentions de la CIA, qui devrait se concentrer sur la question de savoir si ces méthodes dures ont effectivement, ou non, permis d'obtenir des informations, comme le prétendait l'administration Bush. Les conseillers juridiques du ministère de la Justice font l'objet d'enquêtes, et pourraient être sanctionnés par le barreau. Toutefois d'éventuelles sanctions se heurtent au manque de témoignages et de preuves permettant d'incriminer ces avocats, même au simple niveau de leur corporation. L'ONG Alliance for Justice (en) essaie de trouver un moyen de les incriminer légalement.
L'un d'entre eux, Jay S. Bybee (en), a été nommé par Bush juge à la Cour d'appel pour le 9e circuit.
Bybee, ainsi qu'Alberto Gonzales, John Yoo, David Addington (en) (directeur du cabinet de Dick Cheney), William J. Haynes, II (en) (avocat du Pentagone), Douglas Feith (en) (sous-secrétaire d'État à la Défense), font l'objet d'une plainte déposée en Espagne, pour crimes de guerre, par des détenus espagnols de Guantanamo, en vertu de la compétence universelle restreinte des juridictions espagnoles. D'abord reçue par Baltasar Garzon, la plainte a été transférée à Eloy Velasco (en), qui enquêtait déjà sur les vols de la CIA transportant des détenus vers Guantanamo et ayant transité par l'Espagne.
En février 2009, le nouveau directeur de la CIA, Leon Panetta, a déclaré ; « nous pouvons protéger notre pays, obtenir l'information nécessaire, garantir la sécurité des Américains, en respectant la loi », semblant ainsi vouloir « en finir avec les pratiques controversées » de l'administration Bush,.
En avril 2009, le Sénat des États-Unis a révélé que Condoleezza Rice, conseillère à la sécurité nationale pendant la présidence de George W. Bush, avait autorisé l'utilisation de méthodes de tortures « musclées ». Le même mois, le nouveau directeur de la CIA, Leon Panetta, a brisé les contrats avec les psychologues de la CIA Mitchell, Jensen et associés.
En mai 2011, l'annonce de la mort d'Oussama Ben Laden, tué par des militaires américains, a donné l'occasion à certains anciens responsables politiques de l'administration Bush et certains quotidiens américains de déclarer que des informations cruciales pour cette opération avaient été obtenues par la torture. Par exemple, le républicain Peter T. King, membre de la commission pour la sécurité intérieure, a affirmé « Nous avons obtenu les informations grâce au waterboarding. »,. Selon l'analyse du New York Times, les renseignements nécessaires à cette localisation ont été obtenues par de multiples biais et ont été le fruit de recoupages minutieux de données, et « rien de tout cela ne vient de techniques d'interrogatoire renforcées » d'après la sénatrice démocrate Dianne Feinstein, membre de la commission pour les renseignements.